# Oto ze St. Blasien
Oto ze Saint-Blasien byl středověký benediktýn a kronikář konce 12. a začátku 13. století.
O jeho životě není nic známo. Někdy bývá ztotožňován s opatem benediktinského kláštera svatého Blažeje Ottou (zvolen 1222, zem. 1223), to ale zůstává pouhou spekulací.
Otovi je přičítáno autorství Kroniky ze Saint-Blasien. Tento latinský rukopis je pokračováním kroniky Chronica sive Historia de duabus Civitatibus biskupa Oty z Freisingu (opomíjí její osmou knihu pojednávající o posledním soudu) a líčí události od roku 1149 do roku 1209, kdy byl na římského císaře korunován Ota IV. Brunšvický. Přitom autor, který měl pravděpodobně dobré vzdělání, neupřednostňuje ani Štaufy ani Welfy, ačkoli zachovává loajalitu současnému panovníkovi.
Do roku 1160 čerpá Ota ze St. Blasien ve své kronice z Oty z Freisingu a z jeho pokračovatele Rahewina (Otův zapisovatel), jeho pozdější zdroje doposud nebyly s jistotou identifikovány. Nicméně kronikář zřejmě pracoval s dobrými prameny, které odhalují události v jižních oblastech a tažení do Itálie. Kronika poskytuje vcelku důležité informace o dějinách Svaté říše římské, pozdního 12. a počátku 13. století, přesto byla práce chabě využívána pozdějšími dějepisci.